# Federica Brignone
Federica Brignone (Milano, 14 luglio 1990) è una sciatrice alpina italiana, vincitrice di tre medaglie olimpiche e cinque iridate (tra le quali gli ori nella combinata a Courchevel/Méribel 2023 e nello slalom gigante a Saalbach-Hinterglemm 2025), di due Coppe del Mondo generali (prima sciatrice italiana ad essersi aggiudicata il trofeo) e di cinque di specialità.

## Biografia
Valdostana di adozione residente a La Salle, è figlia di Maria Rosa Quario, ex sciatrice alpina, e sorella di Davide, allenatore e a sua volta ex sciatore alpino.

### Stagioni 2006-2007
Ha esordito nel Circo bianco il 1º dicembre 2005, partecipando ad Alleghe a uno slalom gigante valido come gara FIS. Dopo aver debuttato in Coppa Europa nel febbraio 2006, nello stesso anno si è laureata campionessa nazionale juniores di slalom speciale e slalom gigante a Pozza di Fassa, giungendo inoltre terza in supergigante. Nella stagione seguente ha partecipato ai Mondiali juniores sulle nevi austriache di Altenmarkt-Zauchensee, piazzandosi 19ª in supergigante.
Ha esordito in Coppa del Mondo il 28 dicembre 2007, partecipando al gigante di Lienz, senza però concludere la gara. Nel 2008 si è aggiudicata la prima vittoria in una gara FIS nel gigante di Valloire in Francia. Durante l'annata successiva ha iniziato a ottenere i primi importanti risultati in Coppa Europa. Nel circuito continentale ha conquistato infatti i primi piazzamenti nelle prime dieci e il primo podio, un secondo posto in gigante alle spalle della connazionale Irene Curtoni. Questi risultati le hanno permesso di chiudere 11ª in classifica generale e 6ª in quella di gigante. Nel marzo 2009 si è aggiudicata la medaglia d'oro ai Mondiali juniores di Garmisch-Partenkirchen nella combinata, la cui classifica è ottenuta usando i tempi delle prove di discesa, gigante e slalom. Sempre nel 2009 si è classificata seconda in supergigante e terza in combinata ai Campionati nazionali di San Pellegrino.

### Stagioni 2010-2012
Il 24 ottobre 2009 ha conquistato i primi punti in Coppa del Mondo, chiudendo al 21º posto il gigante di Sölden, mentre il 28 novembre successivo, alla seconda gara stagionale, è salita per la prima volta sul podio, giungendo terza nel gigante di Aspen. Nel febbraio 2010 ha vinto la sua seconda medaglia ai Mondiali juniores, giungendo seconda a pari merito con Lena Dürr e alle spalle di Mona Løseth nella prova di gigante.
Ha partecipato ai XXI Giochi olimpici invernali di Vancouver 2010, piazzandosi 18ª in gigante; nella stessa specialità, il 17 febbraio 2011 ha conquistato la medaglia d'argento ai Mondiali di Garmisch-Partenkirchen, giungendo alle spalle della slovena Tina Maze; al termine della stessa stagione si è laureata campionessa nazionale di gigante a Courmayeur.

### Stagioni 2013-2017

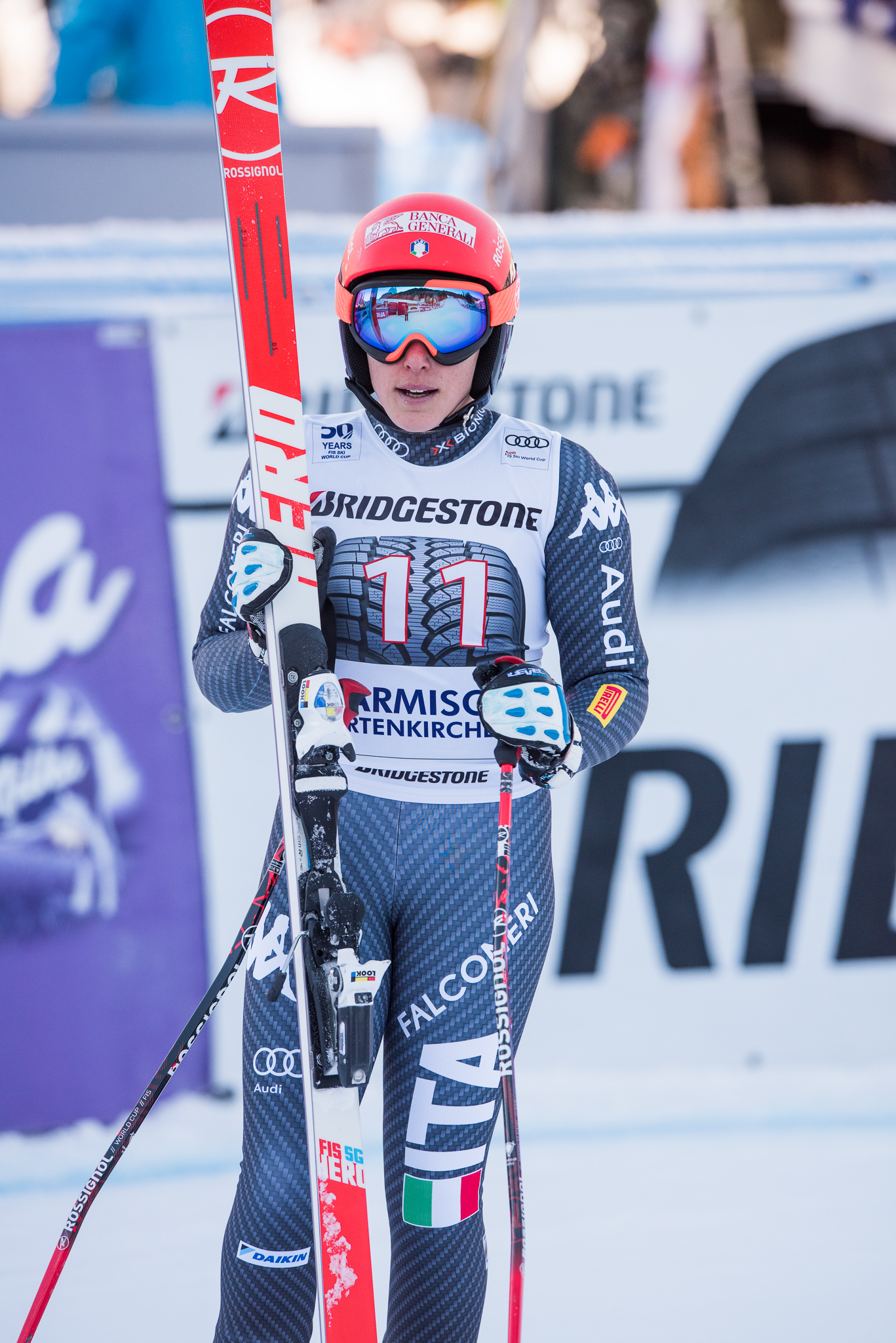
Federica Brignone a Garmisch-Partenkirchen nel 2017

Il 17 dicembre 2012 la sua carriera ha subito un'interruzione, poiché ha deciso di operarsi per la rimozione di una cisti al malleolo, che le procurava problemi da tempo. È rientrata nella stagione 2013-2014 partecipando alla gara di gigante svoltasi a Sölden il 26 ottobre 2013, classificandosi 25ª. Ai XXII Giochi olimpici invernali di Soči 2014 si è classificata 11ª nella supercombinata e non ha concluso né lo slalom gigante, né lo slalom speciale.
Ai successivi Mondiali di Vail/Beaver Creek 2015 è stata 19ª nello slalom speciale e non ha completato lo slalom gigante, mentre il 24 ottobre 2015 ha conquistato la sua prima vittoria in Coppa del Mondo, aggiudicandosi lo slalom gigante di Sölden. Ai Mondiali di Sankt Moritz 2017 si è classificata 8ª nel supergigante, 4ª nello slalom gigante, 24ª nello slalom speciale e 7ª nella combinata. Il 19 marzo 2017 si aggiudica lo slalom gigante di Aspen, davanti alle compagne Sofia Goggia e Marta Bassino, in uno storico podio tutto tricolore, il cui unico precedente risale allo slalom gigante di Narvik del 1996 (Deborah Compagnoni, Sabina Panzanini, Isolde Kostner).

### Stagioni 2018-2020
Il 14 gennaio 2018 ha fatto parte di un altro storico podio tutto tricolore, il primo in discesa libera, con un secondo posto dietro a Sofia Goggia e davanti a Nadia Fanchini. Ai XXIII Giochi olimpici invernali di Pyeongchang 2018 ha vinto la medaglia di bronzo nello slalom gigante, si è classificata 6ª nel supergigante, 8ª nella combinata e non ha completato la discesa libera.
Ai Mondiali di Åre 2019 è stata 10ª nel supergigante, 6ª nella combinata e 5ª nello slalom gigante; quell'anno in Coppa del Mondo ha vinto la classifica di combinata, mentre nella successiva stagione 2019-2020 ha conquistato la Coppa del Mondo generale (prima donna italiana a riuscirci) con 153 punti di vantaggio sulla seconda classificata Mikaela Shiffrin, quella di slalom gigante (con 74 punti in più di Petra Vlhová) e quella di combinata (75 i punti di vantaggio su Wendy Holdener) e si è classificata 2ª in quella di supergigante (a 19 punti da Corinne Suter) e 3ª in quella di discesa libera; i suoi podi stagionali sono stati 11, con 5 vittorie.

### Stagioni 2021-2025
Ai Mondiali di Cortina d'Ampezzo 2021 si è piazzata 10ª nel supergigante, 6ª nello slalom parallelo e non ha completato slalom gigante, slalom speciale e combinata. In quella stagione 2020-2021 in Coppa del Mondo è stata nuovamente 2ª nella classifica di supergigante, a 202 punti da Lara Gut; i suoi podi stagionali sono stati 5, con 1 vittoria. Ai XXIV Giochi olimpici invernali di Pechino 2022 ha vinto la medaglia d'argento nello slalom gigante, quella di bronzo nella combinata, è stata 7ª nel supergigante, 8ª nella gara a squadre e non ha completato lo slalom speciale; alla fine di quella stagione 2021-2022 si è aggiudicata la Coppa del Mondo di supergigante, con 116 punti di vantaggio su Elena Curtoni, e si è piazzata 3ª nella classifica generale.
Ai Mondiali di Courchevel/Méribel 2023 ha vinto la medaglia d'oro nella combinata, quella d'argento nello slalom gigante e si è classificata 8ª nel supergigante; in quella stessa stagione 2022-2023 in Coppa del Mondo è stata 2ª nella classifica di supergigante, superata dalla Gut di 45 punti. Nella stagione 2023-2024 si è piazzata 2ª sia nella Coppa del Mondo generale, sia in quelle di supergigante e di slalom gigante, superata in tutte e tre le classifiche dalla Gut (rispettivamente di 135, 20 e 21 punti); i suoi podi stagionali sono stati 13, con 6 vittorie. Ai Mondiali di Saalbach-Hinterglemm 2025 ha vinto la medaglia d'oro nello slalom gigante, quella d'argento nel supergigante ed è stata 10ª nella discesa libera. Al termine della stagione 2024-2025 si è aggiudicata la sua seconda Coppa del Mondo generale (con 322 punti di vantaggio su Lara Gut) nonché la Coppa di discesa libera (con 16 punti di vantaggio su Cornelia Hütter) e quella di slalom gigante (con 60 punti di vantaggio su Alice Robinson); si è inoltre classificata 2ª nella Coppa del Mondo di supergigante, superata da Lara Gut di 35 punti, e i suoi podi stagionali sono stati 16, con 10 vittorie (tra le quali la sua prima in discesa libera, l'11 gennaio a Sankt Anton am Arlberg). Sul finire della stagione, il 3 aprile durante la seconda manche dello slalom gigante dei Campionati italiani 2025 a Moena, è caduta e si è infortunata, riportando la frattura scomposta pluriframmentaria del piatto tibiale e della testa del perone della gamba sinistra, oltre alla rottura del legamento crociato anteriore del ginocchio sinistro.

## Caratteristiche tecniche
Specialista nello slalom gigante, durante la sua carriera ha avuto modo di perfezionarsi molto anche nelle specialità veloci, ottenendo ottimi risultati in discesa libera, in supergigante e in combinata.

## Palmarès

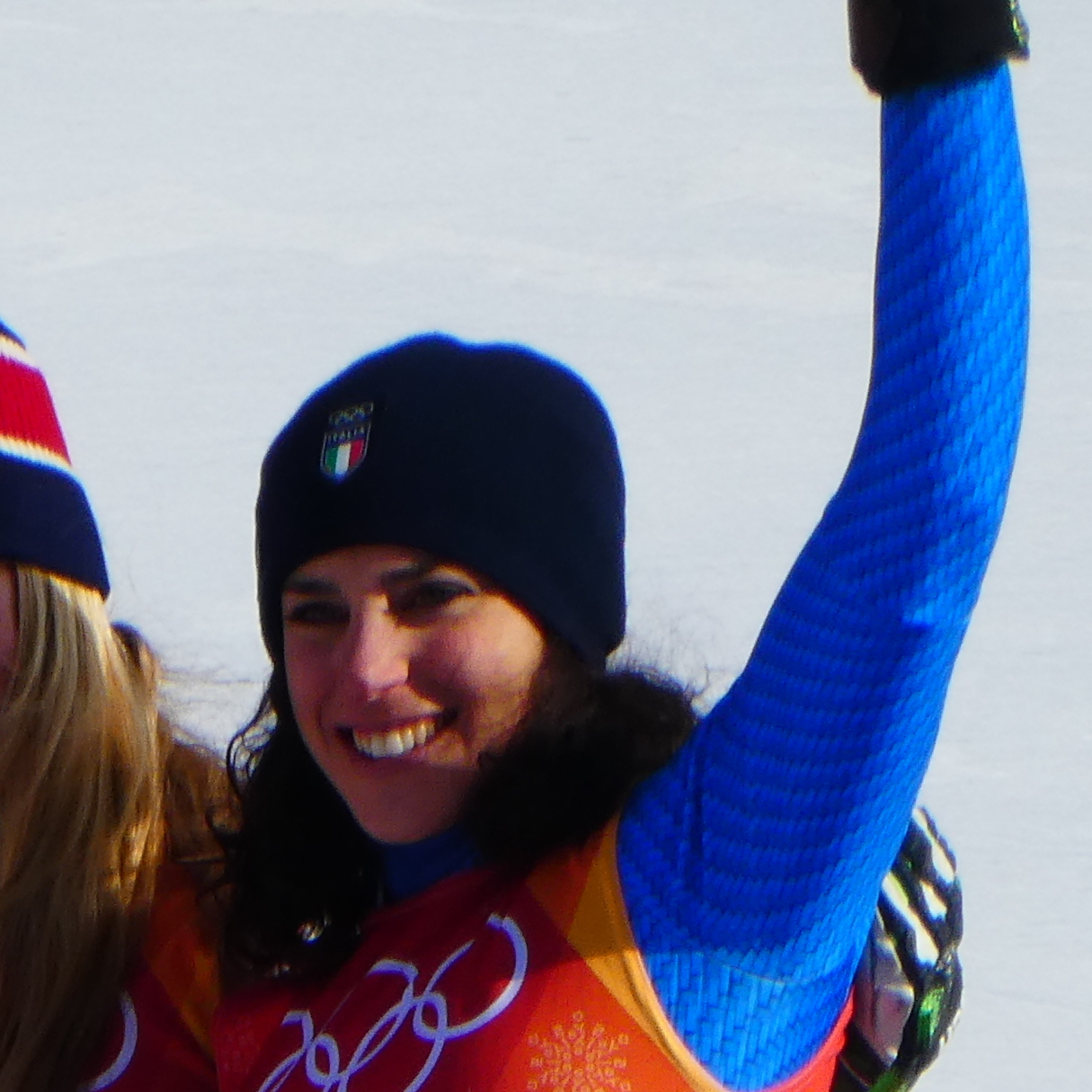
Federica Brignone sul podio dello slalom gigante ai XXIII Giochi olimpici invernali di

### Olimpiadi
- 3 medaglie:
  - 1 argento (slalom gigante a Pechino 2022)
  - 2 bronzi (slalom gigante a Pyeongchang 2018; combinata a Pechino 2022)

### Mondiali
- 5 medaglie:
  - 2 ori (combinata a Courchevel/Méribel 2023; slalom gigante a Saalbach-Hinterglemm 2025)
  - 3 argenti (slalom gigante a Garmisch-Partenkirchen 2011; slalom gigante a Courchevel/Méribel 2023; supergigante a Saalbach-Hinterglemm 2025)

### Mondiali juniores
- 2 medaglie:
  - 1 oro (combinata a Garmisch-Partenkirchen 2009)
  - 1 argento (slalom gigante a Monte Bianco 2010)

### Coppa del Mondo
- Vincitrice della Coppa del Mondo nel 2020 e nel 2025
- Vincitrice della Coppa del Mondo di discesa libera nel 2025
- Vincitrice della Coppa del Mondo di supergigante nel 2022
- Vincitrice della Coppa del Mondo di slalom gigante nel 2020 e nel 2025
- Vincitrice della Coppa del Mondo di combinata nel 2020
- Vincitrice della classifica di combinata nel 2019[6]
- 85 podi:
  - 37 vittorie
  - 27 secondi posti
  - 21 terzi posti

#### Coppa del Mondo - vittorie
| Data             | Località               | Paese       | Specialità |
| ---------------- | ---------------------- | ----------- | ---------- |
| 24 ottobre 2015  | Sölden                 | Austria     | GS         |
| 27 febbraio 2016 | Soldeu                 | Andorra     | SG         |
| 24 gennaio 2017  | Kronplatz              | Italia      | GS         |
| 24 febbraio 2017 | Crans-Montana          | Svizzera    | KB         |
| 19 marzo 2017    | Aspen                  | Stati Uniti | GS         |
| 29 dicembre 2017 | Lienz                  | Austria     | GS         |
| 13 gennaio 2018  | Bad Kleinkirchheim     | Austria     | SG         |
| 4 marzo 2018     | Crans-Montana          | Svizzera    | KB         |
| 24 novembre 2018 | Killington             | Stati Uniti | GS         |
| 24 febbraio 2019 | Crans-Montana          | Svizzera    | KB         |
| 17 dicembre 2019 | Courchevel             | Francia     | GS         |
| 12 gennaio 2020  | Altenmarkt-Zauchensee  | Austria     | KB         |
| 18 gennaio 2020  | Sestriere              | Italia      | GS         |
| 2 febbraio 2020  | Soči Krasnaja Poljana  | Russia      | SG         |
| 23 febbraio 2020 | Crans-Montana          | Svizzera    | KB         |
| 28 febbraio 2021 | Val di Fassa           | Italia      | SG         |
| 12 dicembre 2021 | Sankt Moritz           | Svizzera    | SG         |
| 16 gennaio 2022  | Altenmarkt-Zauchensee  | Austria     | SG         |
| 30 gennaio 2022  | Garmisch-Partenkirchen | Germania    | SG         |
| 20 marzo 2022    | Méribel                | Francia     | GS         |
| 14 gennaio 2023  | Sankt Anton am Arlberg | Austria     | SG         |
| 2 dicembre 2023  | Mont-Tremblant         | Canada      | GS         |
| 3 dicembre 2023  | Mont-Tremblant         | Canada      | GS         |
| 17 dicembre 2023 | Val-d'Isère            | Francia     | SG         |
| 3 marzo 2024     | Kvitfjell              | Norvegia    | SG         |
| 9 marzo 2024     | Åre                    | Svezia      | GS         |
| 17 marzo 2024    | Saalbach-Hinterglemm   | Austria     | GS         |
| 26 ottobre 2024  | Sölden                 | Austria     | GS         |
| 28 dicembre 2024 | Semmering              | Austria     | GS         |
| 11 gennaio 2025  | Sankt Anton am Arlberg | Austria     | DH         |
| 19 gennaio 2025  | Cortina d'Ampezzo      | Italia      | SG         |
| 25 gennaio 2025  | Garmisch-Partenkirchen | Germania    | DH         |
| 21 febbraio 2025 | Sestriere              | Italia      | GS         |
| 22 febbraio 2025 | Sestriere              | Italia      | GS         |
| 2 marzo 2025     | Kvitfjell              | Norvegia    | SG         |
| 8 marzo 2025     | Åre                    | Svezia      | GS         |
| 14 marzo 2025    | La Thuile              | Italia      | SG         |

Legenda:

DH = discesa libera

SG = supergigante

GS = slalom gigante

KB = combinata

#### Coppa del Mondo - gare a squadre
- 1 podio:
  - 1 secondo posto

### Coppa Europa
- Miglior piazzamento in classifica generale: 11ª nel 2009
- 1 podio:
  - 1 secondo posto

### Nor-Am Cup
- Miglior piazzamento in classifica generale: 51ª nel 2022
- 1 podio:
  - 1 vittoria

#### Nor-Am Cup - vittorie
| Data             | Località        | Paese       | Specialità |
| ---------------- | --------------- | ----------- | ---------- |
| 19 novembre 2021 | Copper Mountain | Stati Uniti | GS         |

Legenda:

GS = slalom gigante

### South American Cup
- Miglior piazzamento in classifica generale: 18ª nel 2014
- 2 podi:
  - 2 secondi posti

### Campionati italiani
- 22 medaglie[7]:
  - 10 ori (slalom gigante nel 2011; combinata nel 2016; supergigante, slalom gigante, combinata nel 2017; slalom gigante nel 2018; slalom speciale nel 2021; supergigante, combinata nel 2023; slalom gigante nel 2024)
  - 8 argenti (supergigante nel 2009; slalom speciale, supercombinata nel 2011; supergigante, slalom speciale nel 2012; combinata nel 2015; slalom gigante nel 2019; slalom gigante nel 2021)
  - 4 bronzi (combinata[8] nel 2009; supercombinata nel 2014; supergigante nel 2015; slalom speciale nel 2016)

### Campionati italiani juniores
- 3 medaglie[9]:
  - 2 ori (slalom gigante, slalom speciale nel 2006)
  - 1 bronzo (supergigante nel 2006)

## Statistiche
Brignone è la sciatrice italiana più vincente in Coppa del Mondo con 37 vittorie; detiene inoltre il maggior numero di vittorie in una sola stagione (10), di piazzamenti sul podio in totale (85) e in una sola stagione (16). Con la vittoria nello slalom gigante di Sölden del 26 ottobre 2024 è diventata, a 34 anni, 3 mesi e 12 giorni, la sciatrice più anziana a vincere una gara di Coppa del Mondo. Federica Brignone e Maria Riesch sono le uniche sciatrici ad aver vinto coppe di specialità in quattro specialità diverse. È la seconda sciatrice della storia ad aggiudicarsi le due coppe di specialità, gigante e discesa, nella stessa stagione dopo Annemarie Moser-Pröll che ci riuscì nel 1971, nel 1972 e nel 1975.

### Podi in Coppa del Mondo
| Stagione/Specialità | Discesa libera | Discesa libera | Discesa libera | Supergigante | Supergigante | Supergigante | Slalom gigante | Slalom gigante | Slalom gigante | Combinata | Combinata | Combinata | Podi totali |
| ------------------- | -------------- | -------------- | -------------- | ------------ | ------------ | ------------ | -------------- | -------------- | -------------- | --------- | --------- | --------- | ----------- |
| Stagione/Specialità | 1º             | 2º             | 3º             | 1º           | 2º           | 3º           | 1º             | 2º             | 3º             | 1º        | 2º        | 3º        | Podi totali |
| 2008                |                |                |                |              |              |              |                |                |                |           |           |           | 0           |
| 2009                |                |                |                |              |              |              |                |                |                |           |           |           | 0           |
| 2010                |                |                |                |              |              |              |                |                | 1              |           |           |           | 1           |
| 2011                |                |                |                |              |              |              |                | 1              |                |           |           |           | 1           |
| 2012                |                |                |                |              |              |              |                | 3              | 1              |           |           |           | 4           |
| 2013                |                |                |                |              |              |              |                |                |                |           |           |           | 0           |
| 2014                |                |                |                |              |              |              |                |                |                |           |           |           | 0           |
| 2015                |                |                |                |              |              |              |                |                | 1              |           |           |           | 1           |
| 2016                |                |                |                | 1            |              |              | 1              |                | 4              |           |           |           | 6           |
| 2017                |                |                |                |              |              | 1            | 2              | 1              |                | 1         | 1         |           | 6           |
| 2018                |                | 1              |                | 1            |              |              | 1              |                | 1              | 1         |           |           | 5           |
| 2019                |                |                |                |              |              | 1            | 1              | 1              |                | 1         |           |           | 4           |
| 2020                |                | 2              | 1              | 1            | 2            |              | 2              | 1              |                | 2         |           |           | 11          |
| 2021                |                |                |                | 1            |              | 2            |                | 2              |                |           |           |           | 5           |
| 2022                |                |                |                | 3            |              |              | 1              | 1              |                |           |           |           | 5           |
| 2023                |                | 1              |                | 1            | 2            |              |                | 2              | 1              |           |           |           | 7           |
| 2024                |                | 1              | 1              | 2            | 2            |              | 4              | 2              | 1              |           |           |           | 13          |
| 2025                | 2              |                | 1              | 3            |              | 4            | 5              | 1              |                |           |           |           | 16          |
| Totale              | 2              | 5              | 3              | 13           | 6            | 8            | 17             | 15             | 10             | 5         | 1         | 0         | 85          |
| Totale              | 10             | 10             | 10             | 27           | 27           | 27           | 42             | 42             | 42             | 6         | 6         | 6         | 85          |